# Descente féminine de ski alpin aux Jeux olympiques de 2022
Navigation
Pyeongchang 2018 Milan-Cortina 2026
La Descente femmes des Jeux olympiques d'hiver de 2022 a lieu le 15 février 2022  sur le domaine de Xiaohaituo situé dans le district de Yanqing, en Chine.
Elena Curtoni est la première à s'élancer et conserve la tête jusqu'au passage de sa compatriote Nadia Delago qui descend juste après sa sœur Nicol, seule Joana Hählen s'était un peu approchée de son temps jusque là. Peu après, Sofia Goggia, miraculeusement présente trois semaines après sa chute à Cortina pour défendre son titre olympique de Pyeongchang, réalise le meilleur temps pour former un trio italien en tête. Ragnhild Mowinckel (médaille d'argent à Pyeongchang en 2018), Ramona Siebenhofer, Mirjam Puchner et Mikaela Shiffrin sont autant de prétendantes au podium à être nettement battues.
L'Italie commence à rêver d'un triplé mais la championne du monde de descente 2021 Corinne Suter prend l'avantage sur les trois italiennes, battant Goggia de 16/100e. 
Kira Weidle, à l'aise aux entraînements et excellente glisseuse, fait jeu égal avec la Suissesse sur l'essentiel du parcours mais échoue finalement au pied du podium. Pas de médaille non plus pour Conny Hütter, la championne olympique du Super G Lara Gut-Behrami qui finit à plus de 2 secondes sans pour autant faire de faute significative, et Tamara Tippler.
C'est la première médaille olympique pour Corinne Suter. La Schwytzoise est seulement la sixième Suissesse médaillée olympique en descente, la première depuis Dominique Gisin en 2014. La Suisse réalise le doublé en descente dans ces Jeux avec Beat Feuz et Corinne Suter, c'est seulement la deuxième fois aux JO après Bernhard Russi et Marie-Theres Nadig en 1972 à Sapporo.
Sofia Goggia avait remporté les huit descentes précédentes dont elle avait atteint l'arrivée. Nadia Delago remporte sa médaille olympique sans jamais n'être montée sur un podium de Coupe du Monde auparavant, ses meilleures performances étant une 4ème place à Zauchensee et une 5ème à Garmisch quelques semaines plus tôt.

## Médaillées
| Or            | Argent       | Bronze       |
| Corinne Suter | Sofia Goggia | Nadia Delago |

## Résultats
| Rang                                | Dossard             | Athlète              | Nationalité      | Résultat      | Différence |
| ----------------------------------- | ------------------- | -------------------- | ---------------- | ------------- | ---------- |
| Médaille d'or, Jeux olympiques      | 15                  | Corinne Suter        | Suisse           | 1 min 31 s 87 | —          |
| Médaille d'argent, Jeux olympiques  | 13                  | Sofia Goggia         | Italie           | 1 min 32 s 03 | + 0 s 16   |
| Médaille de bronze, Jeux olympiques | 11                  | Nadia Delago         | Italie           | 1 min 32 s 44 | + 0 s 57   |
| 4                                   | 17                  | Kira Weidle          | Allemagne        | 1 min 32 s 58 | + 0 s 71   |
| 5                                   | 1                   | Elena Curtoni        | Italie           | 1 min 32 s 87 | + 1 s 00   |
| 6                                   | 4                   | Joana Hählen         | Suisse           | 1 min 33 s 16 | + 1 s 29   |
| 7                                   | 18                  | Cornelia Hütter      | Autriche         | 1 min 33 s 35 | + 1 s 48   |
| 8                                   | 8                   | Marie-Michèle Gagnon | Canada           | 1 min 33 s 45 | + 1 s 58   |
| 8                                   | 9                   | Mirjam Puchner       | Autriche         | 1 min 33 s 45 | + 1 s 58   |
| 10                                  | 16                  | Laura Gauché         | France           | 1 min 33 s 47 | + 1 s 60   |
| 11                                  | 10                  | Nicol Delago         | Italie           | 1 min 33 s 69 | + 1 s 82   |
| 12                                  | 7                   | Ramona Siebenhofer   | Autriche         | 1 min 33 s 81 | + 1 s 94   |
| 13                                  | 2                   | Romane Miradoli      | France           | 1 min 33 s 93 | + 2 s 06   |
| 14                                  | 6                   | Ragnhild Mowinckel   | Norvège          | 1 min 33 s 97 | + 2 s 10   |
| 15                                  | 3                   | Jasmine Flury        | Suisse           | 1 min 34 s 00 | + 2 s 13   |
| 16                                  | 19                  | Lara Gut-Behrami     | Suisse           | 1 min 34 s 03 | + 2 s 16   |
| 17                                  | 26                  | Keely Cashman        | États-Unis       | 1 min 34 s 13 | + 2 s 26   |
| 18                                  | 12                  | Mikaela Shiffrin     | États-Unis       | 1 min 34 s 36 | + 2 s 49   |
| 19                                  | 20                  | Tamara Tippler       | Autriche         | 1 min 34 s 39 | + 2 s 52   |
| 20                                  | 25                  | Julia Pleshkova      | ROC              | 1 min 34 s 48 | + 2 s 61   |
| 21                                  | 30                  | Jacqueline Wiles     | États-Unis       | 1 min 34 s 60 | + 2 s 73   |
| 22                                  | 14                  | Ilka Štuhec          | Slovénie         | 1 min 34 s 88 | + 3 s 01   |
| 23                                  | 29                  | Maruša Ferk Saioni   | Slovénie         | 1 min 34 s 99 | + 3 s 12   |
| 24                                  | 31                  | Roni Remme           | Canada           | 1 min 35 s 36 | + 3 s 49   |
| 25                                  | 23                  | Alice Robinson       | Nouvelle-Zélande | 1 min 35 s 57 | + 3 s 70   |
| 26                                  | 28                  | Greta Small          | Australie        | 1 min 36 s 53 | + 4 s 66   |
| 27                                  | 5                   | Ester Ledecká        | Tchéquie         | 1 min 38 s 18 | + 6 s 31   |
| 28                                  | 33                  | Tereza Nová          | Tchéquie         | 1 min 39 s 38 | + 7 s 51   |
| 29                                  | 35                  | Barbora Nováková     | Tchéquie         | 1 min 39 s 50 | + 7 s 63   |
| 30                                  | 34                  | Nevena Ignjatović    | Serbie           | 1 min 40 s 73 | + 8 s 86   |
| 31                                  | 36                  | Kong Fanying         | Chine            | 1 min 44 s 53 | + 12 s 66  |
|                                     | 21                  | Alix Wilkinson       | États-Unis       | DNF           | DNF        |
| 22                                  | Tiffany Gauthier    | France               |                  | DNF           | DNF        |
| 24                                  | Elvedina Muzaferija | Bosnie-Herzégovine   |                  | DNF           | DNF        |
| 27                                  | Camille Cerutti     | France               |                  | DNF           | DNF        |
| 32                                  | Cande Moreno        | Andorre              |                  | DNF           | DNF        |